# 大果西风芹
大果西风芹（学名：Seseli aemulans）为伞形科西风芹属的植物。分布于俄罗斯以及中国大陆的新疆等地，生长于海拔1,000米的地区，见于多石山地和干燥山坡，目前尚未由人工引种栽培。